# Champigny-sur-Aube
 Champigny-sur-Aube  es una población y comuna francesa, en la región de Champaña-Ardenas, departamento de Aube, en el distrito de Troyes y cantón de Méry-sur-Seine.

## Demografía
| 58 | 58 | 62 | 66 | 64 | 59 | 76 | 80 |
| Para los censos de 1962 a 1999 la población legal corresponde a la población sin duplicidades (Fuente: INSEE [Consultar]) |    |    |    |    |    |    |    |